# Logická indukce
Logická indukce (generalizace) je jeden z postupů usuzování. Jeho princip je vyvození obecného závěru z dílčích poznatků. Platí-li pro předmět A1 určitá skutečnost B, pro předmět A2 také skutečnost B, pro n-tý předmět An také skutečnost B, pak indukce je název pro náš úsudek, že pro všechny předměty A platí skutečnost B. Kupříkladu potkám-li tři hnědé medvědy, indukcí mohu dojít k závěru „všichni medvědi jsou hnědí“. Rozlišuje se indukce úplná a neúplná. Neúplná indukce má povahu předsudku. Moderní věda a pojetí přírodních zákonů stojí do značné míry právě na neúplné indukci. To klade takzvaný problém indukce, tedy zda a nakolik je takto získané poznání spolehlivé.

## Úplná indukce
Úplná indukce je taková, při níž jsou v premisách zachyceny všechny předměty množiny A; jde tedy o úplný, vyčerpávající výčet.
Na příklad si vezměme dny v týdnu: pondělí, úterý, středa, čtvrtek, pátek, sobota a neděle mají každý 24 hodin. Zjistíme-li, že každý jednotlivě má 24 hodin, tak lze říci, že všechny dny v týdnu mají po 24 hodinách.
V aplikovaných přírodních a společenských vědách úplná indukce není častá, můžeme se s ní setkat v uzavřených systémech např. v matematice, kde je známá jako matematická indukce.

## Neúplná indukce
Při neúplné indukci naopak premisy nevypovídají o všech předmětech množiny A; jde tedy o neúplný, i když někdy většinový výčet. Indukce pak vychází z fiktivní premisy, že poznatky o podchycených prvcích množiny jsou reprezentativní i pro nepodchycené prvky množiny.
Příkladem může být výzkum veřejného mínění, jehož cílem je zjistit, který televizní kanál se těší největší oblibě u lidí starších 60 let. Řekněme, že všech tisíc lidí, kteří tvoří náš vzorek populace, nejraději sleduje ČT1. Jelikož se nenašla jediná výjimka, dospějeme k závěru, že všichni lidé ve věku nad 60 let sledují nejraději ČT1. Vypovídací hodnota takového závěru, tedy míra jeho pravděpodobnosti, je závislá na míře reprezentativnosti vzorku, tedy na tom, jaký díl celkové populace náš vzorek zahrnuje a na tom, nakolik je chování lidí nezahrnutých do vzorku podobné chování lidí obsažených ve vzorku. Neúplná indukce je často využívána například ve statistice a ve vědách, které statistiku používají jako metodu (sociologie, ekonomie…).

## Dějiny přístupu k indukci
Rozlišení úplné a neúplné indukce zavedl už Aristoteles, který se indukcí zabýval např. ve své práci Druhé analytiky.
Mezi významné zastánce empirismu a indukčního přístupu ve filosofii vědy patřil anglický filosof, státník a průkopník moderního vědeckého myšlení Sir Francis Bacon (1561–1626). Bacon říká, že vědec by měl k problému přistupovat vždy bez předsudků, shromažďovat údaje pozorováním a logickou indukcí následně generalizovat získaná fakta. Tímto přístupem pak bude vědec odhalovat samotné komplexní základy přírodních zákonů.
Podle skotského filosofa a historika Davida Humea (1711–1776) není teorie indukce prokazatelně platná. Abychom mohli potvrdit její platnost, je nezbytné mít jistotu v tom, že pozorované jevy nastanou ve stejné podobě znovu. Pro člověka je, jak říká Hume, přirozené obecně předpokládat, že budoucnost bude podobná minulosti. Tato domněnka je ovšem skutečně pouhou domněnkou, poněvadž pro její potvrzení používáme paradoxně indukci, jíž se nám ještě verifikovat nepodařilo.
Rakouský filosof a teoretik Sir Karl Popper (1902–1994) souhlasil s Humem v tom, že žádný počet shodných jevů nemůže zaručit opětovný výskyt tohoto jevu. Podle jeho mínění ale má indukce své uplatnění ve vědě. Není sice možné indukcí empiricky potvrdit platnost určité hypotézy, je ovšem možné danou hypotézu za pomoci indukce vyvrátit.